# Рајмерат
Рајмерат (њем. Reimerath) општина је у њемачкој савезној држави Рајна-Палатинат. Једно је од 109 општинских средишта округа Вулканајфел. Према процјени из 2010. у општини је живјело 72 становника. Посједује регионалну шифру (AGS) 7233233.

## Географски и демографски подаци
Рајмерат се налази у савезној држави Рајна-Палатинат у округу Вулканајфел. Општина се налази на надморској висини од 530 метара. Површина општине износи 2,5 km². У самом мјесту је, према процјени из 2010. године, живјело 72 становника. Просјечна густина становништва износи 28 становника/km².